# El Diablo (DC Comics)
El Diablo è un nome condiviso da diversi personaggi della DC Comics. Lazarus Lane, il primo El Diablo, ha debuttato in All Star DC Comics n. 2 (ottobre 1970), ed è stato creato da Robert Kanigher e Grey Morrow.

## Biografia del personaggio

### Lazarus Lane
Il primo El Diablo, Lazarus Lane, lavorava come cassiere in una banca del vecchio Far West. Cercando di catturare una banda di ladri che avevano ucciso un suo amico, Lazarus finì per essere sopraffatto e sbattuto in un pozzo dove venne colpito da un fulmine che lo mandò in coma, per poi essere risvegliato dallo sciamano nativo americano "Wise Owl". Risvegliatosi, Lazarus, viene posseduto da un demone minore, uno spirito di vendetta, che lo rese immortale. Lazarus assunse quindi il nome di El Diablo e divenne un vigilante, vendicando il suo amico ucciso.

### Rafael Sandoval
Il personaggio fu creato nel 1989 da Gerard Jones e Mike Parobeck. Rafael era un impiegato del consiglio comunale di Dos Ríos (Texas) che assunse l'identità di El Diablo per combattere il crimine che infestava la sua città.
Il personaggio di Rafael Sandoval ha poi fatto delle apparizioni in uno dei titoli Justice League, in cui è posseduto dallo spirito di un dio-re azteco e assume un aspetto che ricorda Lazarus Lane.

### Chato Santana
Chato Santana è un ex criminale che finisce in ospedale. Nello stesso posto incontra Lazarus Lane, il primo El Diablo, in coma. Secondo la leggenda Lane è maledetto a portare dentro di sé un demone minore, uno spirito della Vendetta. Quando Lane muore, il demone passa a Santana, donandogli vari poteri di gran lunga superiori a quelli di Lazarus, fra cui la capacità di controllare il fuoco. Grazie ai suoi nuovi poteri, Chato distrugge la residenza di una gang con la quale aveva un debito causando però anche la morte di alcuni innocenti: donne e bambini. Pentito e devastato dal suo atto si arrende alla giustizia finendo rinchiuso nel carcere di Belle Reve. Successivamente entrerà a far parte della Squadra Suicida.

## Poteri e abilità
Chato ha la capacità di prendere fuoco volontariamente, in qualunque momento, attraverso la sostituzione dell'ATP presente nelle sue cellule con una sostanza di potenza maggiore che genera una fissione nucleare pulita, fino a raggiungere il calore di una nova che può raggiungere i 6000 °C di media, toccando i 500.000 °C come estremo. Il conseguente riscaldamento degli ioni dell'aria intorno al suo corpo gli conferisce anche il potere di volare a grandi velocità. Può assorbire qualsiasi quantità di calore, lanciare fiamme, creare oggetti di fuoco (da proiettili sferici fino a doppioni di sé per trarre in inganno i nemici) e scatenare serie esplosioni (sia esplosioni di piccola grandezza che esplosioni ancor più devastanti di quelle nucleari).

## Altri media

### Cinema
Il personaggio di Chato Santana appare nel film Suicide Squad, interpretato da Jay Hernandez e doppiato in italiano da Gabriele Sabatini.
In questa versione Chato è un ex capogang di una banda di strada. A causa di un litigio familiare dovuto allo stile di vita alquanto discutibile di Chato, questi finisce involontariamente per radere al suolo casa sua, uccidendo sua moglie ed i loro due bambini. Distrutto dalla vicenda, si lascia imprigionare a Belle Reve. Verrà reclutato nella Squadra Suicida da Amanda Waller, e, anche se inizialmente riluttante ad usare la violenza, collaborerà con la squadra nel combattimento contro l'Incantatrice e suo fratello Incubus, rivelandosi l'unico in grado di tenere testa al colosso, trattenendolo il tempo necessario da permettere a Killer Croc ed al team di Navy SEAL di distruggerlo con una mina ad alto potenziale, finendo per condividere la stessa sorte del demone.